# Sabu (Beamter)
Sabu (auch Sab) ist der altägyptische Name eines hohen Beamten, der während der Regierungszeit der Pharaonen Den und Anedjib (1. Dynastie) lebte. Er war wahrscheinlich Verwalter einer Stadt oder einer Provinz. Walter Bryan Emery vermutete, dass er ein Sohn des Pharaos Anedjib war.
Sabus Name erscheint auf einem Tonsiegel, das in der Nekropole Umm el-Qaab in Grab X des Königs Anedjib in Abydos gefunden wurden. Hier trägt er den Titel „Verwalter von ‚Horus, der Stern der Götterschaft‘“. 1936 entdeckte der Archäologe Walter Bryan Emery in Sakkara sein Grab Mastaba S3111. Tonsiegel, die man hier fand, tragen neben seinem Namen auch den Namen des Pharaos Den und seinen Titel „Vorsteher des Magazins der Domäne ‚Horus, der Stern der Götterschaft‘“.
In seinem Grab fand man auch die sogenannte Sabu-Scheibe, die vor allem durch die Anhänger der Prä-Astronautik Bekanntheit erlangte.